# 松本大吉
松本 大吉（まつもと だいきち、1858年11月23日（安政5年10月18日） - 1915年（大正4年）3月11日）は、日本の政治家、衆議院議員（1期）。

## 経歴
広島県出身。忠海町(現・竹原市)会議員、豊田郡会議員、広島県会議員、同参事会員、徴兵参事員、所得税調査委員、地方衛生会委員、地方森林会議員となる。
1904年の第9回衆議院議員総選挙において広島県郡部から無所属で立候補して当選した。大同倶楽部に入り、衆議院議員を1期務め、1908年の第10回衆議院議員総選挙は不出馬。1915年に死去した。